# سومرفيل (لعبة فيديو)
سومرفيل (بالإنجليزية: Somerville)‏ هي لعبة فيديو قادمة من المقرر صدورها على أجهزة إكس بوكس سيريس إكس وسيريس إس، مايكروسوفت ويندوز وإكس بوكس ون في 2022.